# Florian Gärtner
Florian Gärtner (* 23. April 1968 in Korbach) ist ein deutscher Filmregisseur und Drehbuchautor.

## Werdegang
Florian Gärtner wuchs in Marburg und London (1972–1978) auf. Nach dem Abitur studierte er von 1988 bis 1995 Anglistik und Medienwissenschaften an der Philipps-Universität Marburg und der Freien Universität Berlin. Bereits während seiner Schul- und Studienzeit drehte Gärtner Filme auf Super 8, die er auch öffentlich aufführte. Er gehört zu den Mitgründern des 1991 gegründeten Berliner Grundtheaters. Florian Gärtner lebt in Berlin.
1993 drehte er den selbst produzierten Fernsehfilm Außerirdische nach eigenem Drehbuch, der 1994 bei dem Nachwuchsfilmfestival Fest der jungen Filmer (heute Werkstatt der Jungen Filmszene) gezeigt wurde.
Gärtners Film Drachenland wurde 1999 mit dem Interfilmpreis des Filmfestivals Max Ophüls Preis ausgezeichnet.

## Filmografie (Auswahl)
- 1993: Außerirdische (Regie, Drehbuch)
- 1996: Niemand außer mir (Regie, Drehbuch)
- 1999: Drachenland (Regie, Drehbuch)
- 2003: Sex Up – Jungs haben’s auch nicht leicht (Regie, Drehbuch)
- 2003: Mensch Mutter (Regie, Drehbuch)
- 2005: Sex Up – Ich könnt’ schon wieder (Regie, Drehbuch)
- 2007: Das zweite Leben (Regie, Drehbuch)
- 2008: Das Feuerschiff (Regie)
- 2008: Morgen, ihr Luschen! Der Ausbilder-Schmidt-Film (Drehbuch)
- 2012: Manche mögen’s glücklich (Regie)
- 2012: Die Mongolettes – Wir wollen rocken! (Regie)
- 2012: Mann kann, Frau erst recht (Regie, Drehbuch)
- 2014: Trennung auf Italienisch (Regie und Nebenrolle)
- 2015: Tatort: Borowski und die Kinder von Gaarden (Regie)
- 2017: Schwarzbrot in Thailand (Regie, Drehbuch)
- 2018: Lotta & der Ernst des Lebens[1]
- 2019: Ein Sommer auf Mallorca[2]
- 2019: Unsere Jungs – auch Strippen will gelernt sein[3] (Regie)
- 2020: Zerrissen – Zwischen zwei Müttern (Regie)
- 2021: Sprachlos in Irland (Regie)
- 2024: Blutige Anfänger (Regie) (4 Folgen)